# 賈斯汀·哈博
賈斯汀·哈博（1981年6月9日—）是一位馬耳他足球運動員。在場上的位置是守門員。他現在效力於馬耳他足球超級聯賽球隊比爾基卡拉足球俱樂部。他也代表馬耳他國家足球隊參賽。